# Доњи Лукавац (Невесиње)
Доњи Лукавац је насељено мјесто у општини Невесиње, Република Српска, БиХ. Према попису становништва из 1991. у насељу је живјело 202 становника.

## Становништво
| Националност | 1991. | 1981. | 1971. | 1961. |
| Срби         | 204   | 259   | 323   | 312   |
| Хрвати       | 1     |       | 1     |       |
| непознато    | 1     | 3     |       |       |
| Укупно       | 206   | 262   | 324   | 312   |

| Демографија | Демографија | Демографија |
| Година      | Становника  | Становника  |
| ----------- | ----------- | ----------- |
| 1961.       | 312         |             |
| 1971.       | 324         |             |
| 1981.       | 259         |             |
| 1991.       | 206         |             |